# Gottlieb Söhngen
Gottlieb Clemens Söhngen, né le 21 mai 1892 à Cologne et mort le 14 novembre 1971 à Munich, est un prêtre catholique, philosophe et théologien allemand.

## Biographie
Après avoir quitté le Gymnasium Wilhelm de Cologne, il poursuit des études en théologie et en philosophie à Munich, Bonn, Cologne et Tübingen. Il étudie notamment auprès des professeurs Oswald Külpe et Clemens Baeumker.
En 1917, il est ordonné prêtre à Cologne. De 1924 à 1930, il occupe le poste de directeur général de l'Académie Albert Magnus à Cologne. Il obtient son doctorat en théologie en 1930 avec le thème «l'être et l'objet». Un an plus tard, il entre à l'Université de Bonn. Là, il enseigne en tant que professeur jusqu'en 1937. 
Puis enseigne au Lycée Hosianum Brown Mountain en province de Prusse-Orientale et retourne à Bonn en 1946. 
Söhngen enseigne ensuite, à partir de 1947, à Munich, comme professeur de théologie fondamentale et propédeutique. Enseignant de Joseph Ratzinger, futur pape Benoît XVI, ce dernier affirmera avoir été influencé par son professeur.
Le 4 avril 1968, le pape Paul VI lui accorde le titre honorifique de Prélat de Sa Sainteté.
Mgr Söhngen décède le 14 novembre 1971 à Cologne, le Requiem a lieu le 19 novembre dans l'église paroissiale de Sainte-Agnès de Cologne, son élève Joseph Ratzinger prêche  :
« Dans l'immensité de sa pensée était sa grandeur et son destin. Söhngen savait que l'heure de la théologie n'avait pas encore sonné. Il savait qu'il devait se contenter de fragments . Mais il a toujours essayé de regarder le fragment entier, de penser aux fragments manquants et de le concevoir comme un reflet de l'ensemble. Söhngen était un interlocuteur radical et critique. Même aujourd'hui, vous ne trouverez pas plus radical que lui. Mais en même temps il était un croyant radical. »
Söhngen s'est aussi employé à l'édition de la collection "Grenzfragen zwischen Theologie und Philosophie", de 1936 à 1942. Il s'est illustré par sa critique de la néoscolastique (cf. par exemple son art. Neuscholastik, dans la deuxième édition du LThK)

## Œuvre
- Über analytische und synthetische Urteile. Eine historisch-kritische Untersuchung zur Logik des Urteils, Thèse, 1915
- Sein und Gegenstand. Das scholastische Axiom Ens et verum als Fundament metaphysischer und theologischer Spekulation, Thèse en théologie, 1930
- Analogia fidei, 2 Bände, 1934
- Symbol und Wirklichkeit im Kultmysterium, 1937
- Der Wesensaufbau des Mysteriums, 1938
- Die Einheit der Theologie in Anselms Proslogion, 1938
- Kardinal Newman. Sein Gottesgedanke und seine Denkergestalt, 1946
- Das sakramentale Wesen des Messopfers, 1946
- Der Geist des Glaubens und der Geist der Wissenschaft, 1947
- Humanität und Christentum, 1947
- Die Einheit in der Theologie, 1952
- Philosophische Einübung in die Theologie. Erkennen, Wissen, Glauben, 1955
- Loi et Évangile - L'unité analogique, théologique, philosophique et civique, 1957
- Der Weg der abendländischen Theologie. Grundgedanken zu einer Theologie des 'Weges' , 1959
- Analogie und Metapher. Kleine Philosophie und Theologie der Sprache, 1962
- Grundfragen einer Rechtstheologie, 1962
- Christi Gegenwart in Glaube und Sakrament, 1967